# Castell de Matsue
El castell de Matsue (松江城, Matsue-jō) és un castell feudal de Matsue, a la prefectura de Shimane, al Japó. Conegut amb el nom d'el castell negre o el castell del corriol, és un dels pocs castells medievals japonesos que es conserven tal com eren originalment, construïts en fusta i no pas fruit d'una reconstrucció moderna.
Edificat entre els anys 1607 i 1611 per mandat del senyor local Horio Yoshiharu, l'any 1638 el feu i el castell van passar a la família Matsudaira, una branca menor del clan Tokugawa, que ocupava el poder.
Al llarg dels segles, la majoria dels castells japonesos han acabat destruïts per diverses causes, com ara guerres, terratrèmols o fins i tot incendis, que eren un gran risc perquè la major part dels castells solia ser de fusta. El castell de Matsue es va construir després de l'última gran guerra del Japó feudal i, per tant, mai no ha viscut cap batalla. Així i tot, de l'edifici original només se'n conserven alguns murs i la torrassa.

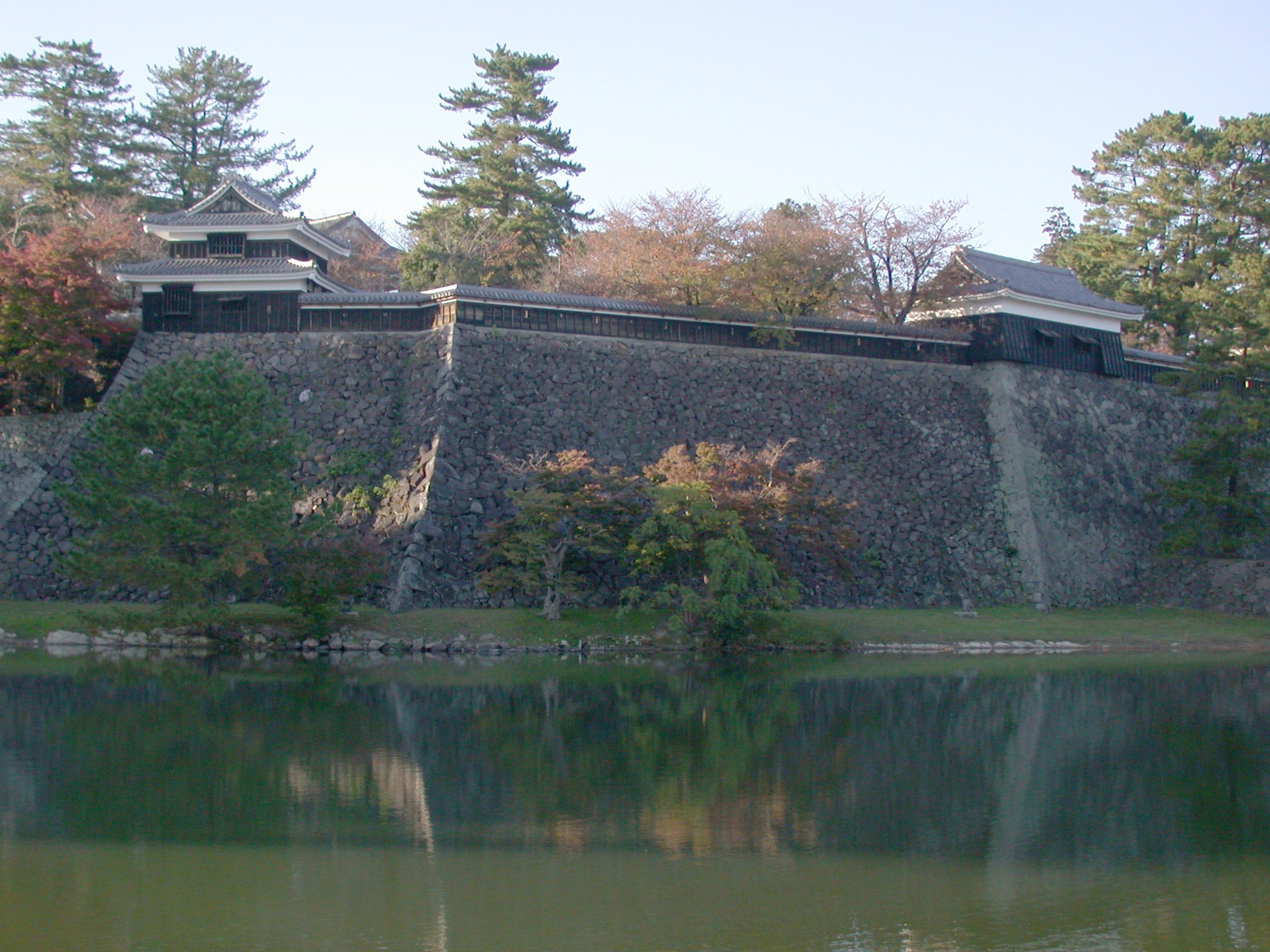
Ninomaru

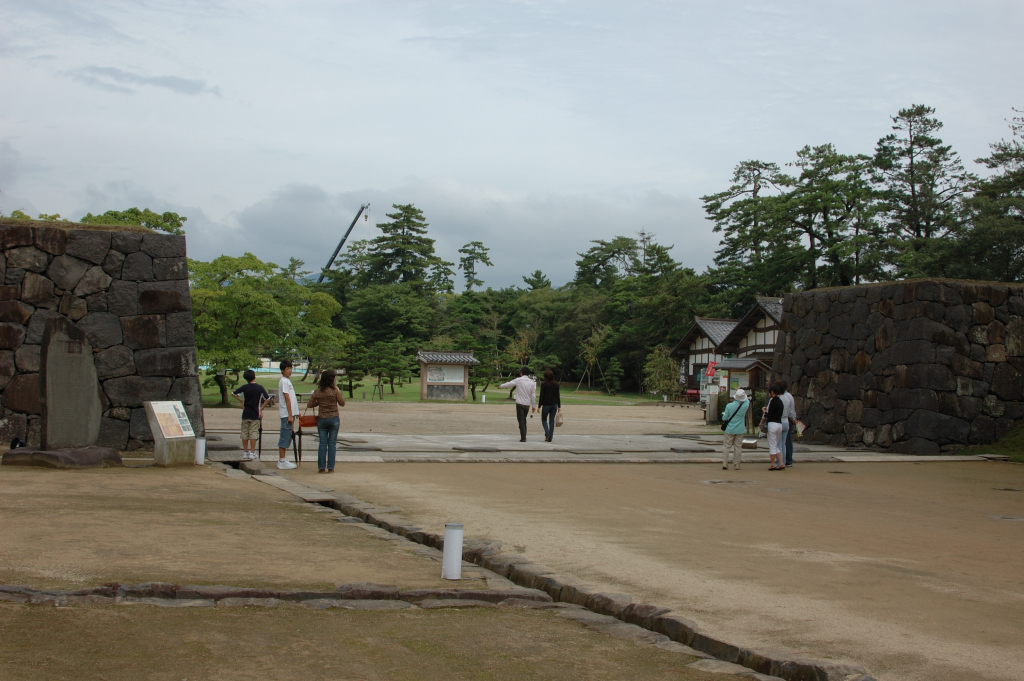
Ruïnes del portal d'Ote.

## Història
Dels dotze castells que es conserven al Japó, el de Matsue és l'únic de la regió de San'in. És el segon més gran del país, el tercer més alt (30 metres) i el sisè més antic. Es va construir durant un període de cinc anys per voluntat del dàimio de la regió d'Izumo, Yoshihari Horio, i es va enllestir definitivament el 1622.
Després dels mandats de Tadaharu Horio i Tadataka Kyogoku, un net de Ieyasu Tokugawa, Naomasa Matsudaira, es va convertir en senyor del castell després d'abandonar Matsumoto, a la província de Shinshu, per establir-se a Matsue, i així va començar un govern que duraria durant 234 anys i deu generacions de la família Matsudaira.
El 1875 es van destruir tots els edificis de dins de la fortificació tret de la torre, que es va conservar gràcies a diverses pressions. Entre el 1950 i el 1955 es va reconstruir de nou tot el castell.
L'edifici és una estructura complexa construïda com una talaia; des de l'exterior sembla que tingui cinc plantes, però de fet en té sis. La majoria de murs estan pintats de negre, i conformen una estructura sòlida aixecada per resistir la guerra; al mateix temps, però, l'edifici és majestàtic i solemne, característiques pròpies de l'estil Momoyama.